# Hans Ritter (Mediziner)
Hans Theodor Ritter (* 4. Mai 1897 in Hamburg; † 29. Februar 1988 in Stuttgart) war ein deutscher Mediziner sowie Hochschullehrer.

## Leben
Hans Ritter, Sohn des Kaufmanns sowie Heimatschriftstellers Gustav Ritter, schrieb sich nach abgelegtem Abitur zunächst für das Studium der Naturwissenschaften an der Universität Rostock ein und wandte sich dann dem Studium der Medizin an den Universitäten Tübingen sowie München zu, das er 1924 in München mit dem Erwerb des akademischen Grades eines Dr. med. abschloss.
Hans Ritter eröffnete im Folgejahr eine homöopathische Arztpraxis in Rostock, deren Leitung er bis zu seiner Übersiedlung in die Bundesrepublik im Jahre 1952 innehatte. Im Anschluss führte er bis 1956 eine homöopathische Arztpraxis in Plettenberg im Sauerland. 1957 wurde er zum Chefarzt der Homöopathischen Poliklinik am Robert-Bosch-Krankenhaus in Stuttgart bestellt, eine Position, die er bis zu seiner Verabschiedung in den Ruhestand 1969 innehielt. Hans Ritter, der 1926 Annemarie geborene Weidemann heiratete, mit der er zwei Kinder hatte, starb 1988 90-jährig in Stuttgart.
Darüber hinaus habilitierte sich Ritter 1946 als Privatdozent für Innere Medizin an der Medizinischen Fakultät der Universität Rostock. 1953 erfolgte seine Umhabilitierung an der Medizinischen Fakultät der Universität Frankfurt, 1957 wurde er dort zum außerplanmäßigen Professor ernannt, 1965 trat er zurück. Ritter – er war 1971 Mitglied des Beirats für Arzneimittelsicherheit des Gesundheitsministeriums – wurde 1972 mit dem Bundesverdienstkreuz 1. Klasse ausgezeichnet. Hans Ritter trat mit Beiträgen zur Inneren Medizin sowie insbesondere zur Homöopathie hervor.

## Schriften (Auswahl)
- Ueber die Perforation des Magen- und Duodenalgeschwürs in der Bauchhöhle, Dissertation, 1924
- Wie verhält es sich mit der homöopathischen Behandlung der Syphilis. In: Allgemeine homöopathische Zeitung. Band 183, 1935, S. 423–426
- Die Behandlung der Herz- und Gefässkrankheiten: Unter besonderer Berücksichtigung der Homöopathie, K. F. Haug, 1947
- Homöopathie als Ergänzungstherapie, Hippokrates, 1954
- Aktuelle Homöopathie: Theorie und Praxis, Hippokrates, 1963
- Samuel Hahnemann, Begründer der Homöopathie: Sein Leben und Werk in neuer Sicht, 2. Auflage, K. F. Haug, 1986